# Living in Oblivion
Living in Oblivion és una pel·lícula independent del 1995 dirigida per Tom DiCillo i protagonitzada per Steve Buscemi. La pel·lícula tracta justament de la realització d'una pel·lícula independent de baix pressupost. Tom DiCillo guanyà un premi al Festival de Cinema de Sundance per aquesta pel·lícula.
Per escriure-la, DiCillo s'inspirà en les experiències que va viure quan realitzà la pel·lícula Johnny Suede i també Box of Moon Light. Living in Oblivion fou rebutjada per tots els productors, menys pels actors i amics del director.
La pel·lícula va estar dividida en tres parts. La primera part fou filmada en cinc dies i després DiCillo va veure que era massa curta per ser una pel·lícula de durada convencional i massa llarga com per ser un curtmetratge, aleshores va allargar-la amb una segona i tercera part.

## Argument
La pel·lícula mostra els problemes d'en Nick Reve (Steve Buscemi), un director de cinema independent, i la seva contínua lluita per mantenir el projecte, que sembla estar en una etapa interminable de contratemps i obstacles. Mentre en nick, el director, intenta dur a terme el rodatge, comença una relació amb la Nicole (Catherine Keener), una actriu, i en Chad Palomino (James LeGros), un soberbi actor de Hollywood, qui a més no es troba gaire entusiasmat treballant en una pel·lícula independent, però en Nick insisteix a mantenir-lo dins el projecte. Les relacions en el rodatge empitjoren i apareixen rivalitats entre els actors i el director, i amb en Llop (Dermont Mulroney), el càmera, qui fa poc que ha deixat la seva relació amb al Wanda, l'assistent del director.

## Repartiment
- Steve Buscemi: Nick Reve
- Catherine Keener: Nicole
- Dermot Mulroney: Wolf
- James LeGros: Chad Palomino
- Danielle von Zerneck
- Rica Martens
- Peter Dinklage
- Kevin Corrigan
- Hilary Gilford
- Robert Wightman
- Tom Jarmusch
- Michael Griffiths
- Matthew Grace
- Francesca DiMauro
- Norman Fields

## Premis i nominacions

### Premis
- 1995: Premi de l'Audiència i Grand Special Prize al Festival de Cinema de Deauville per Living in Oblivion
- 1995: Premi FIPRESCI al Festival de Cinema d'Estocolm per Living in Oblivion
- 1995: Premi Waldo Salt de Guió al Festival de Cinema de Sundance per Living in Oblivion
- 1995: Premi al Millor Nou Director al Festival Internacional de Cinema de Valladolid per Living in Oblivion, juntament amb Hola, ¿estás sola?, d'Icíar Bollaín
- 1996: Premi de l'Audiència a la millor pel·lícula al Festival Internacional de Cinema de Ljubljana per Living in Oblivion

### Nominacions
- 1995: Gran Premi del Jurat al Festival de Cinema de Sundance per Living in Oblivion
- 1995: Espiga d'Or al Festival Internacional de Cinema de Valladolid per Living in Oblivion
- 1996: Premi Independent Spirit al millor guió per Living in Oblivion